# Мяря
Мяря — посёлок в городском округе город Выкса Нижегородской области России, входящий в административно-территориальное образование Новодмитриевский сельсовет.
Население — 2 (2010) чел.

## Общая физико-географическая характеристика
Географическое положение
По автомобильным дорогам расстояние до областного центра — города Нижнего Новгорода — составляет 200 км, до окружного центра — города Выксы — 29 км. Абсолютная высота — 156 метра над уровнем моря.
Часовой пояс
Мяря, как и вся Нижегородская область, находится в часовой зоне МСК (московское время). Смещение применяемого времени относительно UTC составляет +3:00.

## Население
| 1999 | 2002 | 2010 |
| ---- | ---- | ---- |
| 12   | →12  | ↘2   |

Национальный состав
Согласно результатам переписи 2002 года, в национальной структуре населения русские составляли  100 % из 12 человек.